# Élections régionales de 2021 en Île-de-France
Pour un article plus général, voir Élections régionales françaises de 2021.
Les élections régionales de 2021 en Île-de-France ont lieu les 20 et 27 juin 2021 afin de renouveler les membres du conseil régional de la région française d'Île-de-France.

## Contexte régional

### Élections régionales de 2015
|                          |                          |                                 |              |              |             |               |        |               |  |  |  |  |  |  |
| Tête de liste            | Tête de liste            | Liste                           | Premier tour | Premier tour | Second tour | Second tour   | Sièges | +/-           |  |  |  |  |  |  |
| Tête de liste            | Tête de liste            | Liste                           | Voix         | %            | Voix        | %             | Sièges | +/-           |  |  |  |  |  |  |
|                          | Valérie Pécresse         | LR - UDI - MoDem - PCD          | 962 037      | 30,51        | 1 629 249   | 43,80         | 121    | 54            |  |  |  |  |  |  |
|                          | Claude Bartolone         | PS - PRG - MRC - GE - MDP - UDE | 794 285      | 25,19        | 1 569 093   | 42,18         | 66     | 76            |  |  |  |  |  |  |
|                          | Emmanuelle Cosse         | EELV - Cap21                    | 253 141      | 8,03         | 1 569 093   | 42,18         | 66     | 76            |  |  |  |  |  |  |
|                          | Pierre Laurent           | FG                              | 208 933      | 6,63         | 1 569 093   | 42,18         | 66     | 76            |  |  |  |  |  |  |
|                          | Wallerand de Saint-Just  | FN                              | 580 467      | 18,41        | 521 383     | 14,02         | 22     | 22            |  |  |  |  |  |  |
|                          | Nicolas Dupont-Aignan    | DLF                             | 207 286      | 6,57         |             |               | 0      | en stagnation |  |  |  |  |  |  |
|                          | Nathalie Arthaud         | LO                              | 44 179       | 1,40         | 0           | en stagnation |        |               |  |  |  |  |  |  |
|                          | François Asselineau      | UPR                             | 29 755       | 0,94         | 0           | en stagnation |        |               |  |  |  |  |  |  |
|                          | Aurélien Véron           | PLD - GC                        | 23 885       | 0,76         | 0           | en stagnation |        |               |  |  |  |  |  |  |
|                          | Valérie Sachs            | NC                              | 19 987       | 0,63         | 0           | en stagnation |        |               |  |  |  |  |  |  |
|                          | Nizarr Bourchada         | UDMF                            | 12 531       | 0,40         | 0           | en stagnation |        |               |  |  |  |  |  |  |
|                          | Sylvain De Smet          | FLUO (DVE - PP - CVB - CSF)     | 9 593        | 0,30         | 0           | en stagnation |        |               |  |  |  |  |  |  |
|                          | Dawari Horsfall          | UC                              | 7 097        | 0,23         | 0           | en stagnation |        |               |  |  |  |  |  |  |
|                          |                          |                                 |              |              |             |               |        |               |  |  |  |  |  |  |
| Suffrages exprimés       | Suffrages exprimés       | Suffrages exprimés              | 3 153 176    | 96,64        | 3 719 725   | 96,39         |        |               |  |  |  |  |  |  |
| Votes blancs             | Votes blancs             | Votes blancs                    | 68 491       | 2,11         | 90 278      | 2,35          |        |               |  |  |  |  |  |  |
| Votes nuls               | Votes nuls               | Votes nuls                      | 30 929       | 0,95         | 49 089      | 1,26          |        |               |  |  |  |  |  |  |
| Total                    | Total                    | Total                           | 3 252 596    | 100          | 3 859 092   | 100           | 209    | en stagnation |  |  |  |  |  |  |
| Abstentions              | Abstentions              | Abstentions                     | 3 834 493    | 54,11        | 3 227 097   | 45,54         |        |               |  |  |  |  |  |  |
| Inscrits / Participation | Inscrits / Participation | Inscrits / Participation        | 7 087 089    | 45,89        | 7 086 189   | 54,46         |        |               |  |  |  |  |  |  |

### Conseil régional sortant
|                                         |       |       |      |                                                      |
| Présidente du conseil régional          |       |       |      |                                                      |
| Valérie Pécresse (SL)                   |       |       |      |                                                      |
| Parti                                   | Sigle | Sigle | Élus | Groupe                                               |
| Majorité (121 sièges)                   |       |       |      |                                                      |
| Les Républicains                        |       | LR    | 62   | Libres, républicains et indépendants                 |
| Soyons libres                           |       | SL    | 15   | Libres, républicains et indépendants                 |
| Agir                                    |       | Agir  | 1    | Libres, républicains et indépendants                 |
| Divers droite                           |       | DVD   | 1    | Libres, républicains et indépendants                 |
| Union des démocrates et indépendants    |       | UDI   | 27   | Union des démocrates et indépendants                 |
| Mouvement démocrate                     |       | MoDem | 13   | Centre et démocrates                                 |
| La République en marche                 |       | LREM  | 1    | Non-inscrits                                         |
| VIA, la voie du peuple                  |       | VIA   | 1    | Non-inscrits                                         |
| Opposition de gauche (66 sièges)        |       |       |      |                                                      |
| Parti socialiste                        |       | PS    | 25   | Ensemble, l'Île-de-France                            |
| Europe Écologie Les Verts               |       | EELV  | 13   | Alternative écologiste et sociale                    |
| Génération.s                            |       | G·s   | 4    | Alternative écologiste et sociale                    |
| Cap écologie                            |       | CÉ    | 2    | Alternative écologiste et sociale                    |
| Divers gauche                           |       | DVG   | 3    | Écologiste et progressistes pour l'Île-de-France     |
| Parti radical de gauche                 |       | PRG   | 2    | Écologiste et progressistes pour l'Île-de-France     |
| La République en marche                 |       | LREM  | 2    | Écologiste et progressistes pour l'Île-de-France     |
| Génération écologie                     |       | GÉ    | 2    | Écologiste et progressistes pour l'Île-de-France     |
| Union des démocrates et des écologistes |       | UDE   | 2    | Écologiste et progressistes pour l'Île-de-France     |
| Parti communiste français               |       | PCF   | 8    | Parti communiste français et République & socialisme |
| République & socialisme                 |       | R&S   | 1    | Parti communiste français et République & socialisme |
| Divers gauche                           |       | DVG   | 2    | Non-inscrits                                         |
| Opposition d'extrême droite (22 sièges) |       |       |      |                                                      |
| Rassemblement national                  |       | RN    | 12   | Rassemblement national                               |
| Divers extrême droite                   |       | EXD   | 6    | Non-inscrits                                         |
| Les Patriotes                           |       | LP    | 3    | Non-inscrits                                         |
| Souveraineté, identité et libertés      |       | SIEL  | 1    | Non-inscrits                                         |

## Système électoral
Le conseil régional d'Île-de-France est doté de 209 sièges pourvus pour six ans selon un système mixte à finalité majoritaire. Il est fait recours au scrutin proportionnel plurinominal mais celui ci est combiné à une prime majoritaire de 25 % des sièges attribuée à la liste arrivée en tête, si besoin en deux tours de scrutin. Les électeurs votent pour une liste fermée de candidats, sans panachage ni vote préférentiel. Les listes doivent respecter la parité en comportant alternativement un candidat homme et une candidate femme.
Au premier tour, la liste ayant obtenu la majorité absolue des suffrages exprimés remporte la prime majoritaire, et les sièges restants sont répartis à la proportionnelle selon la règle de la plus forte moyenne entre toutes les listes ayant franchi le seuil électoral de 5 % des suffrages exprimés, y compris la liste arrivée en tête.
Si aucune liste n'a recueilli la majorité absolue au premier tour, un second tour est organisé entre toutes les listes ayant obtenu au moins 10 % des suffrages exprimés au premier tour. Les listes ayant obtenu au moins 5 % peuvent néanmoins fusionner avec les listes pouvant se maintenir.
La répartition des sièges se fait selon les mêmes règles qu'au premier tour, la seule différence étant que la prime majoritaire est attribuée à la liste arrivée en tête, qu'elle ait obtenu ou non la majorité absolue.
Une fois les nombres de sièges attribués à chaque liste au niveau régional, ceux-ci sont répartis entre les sections départementales, au prorata des voix obtenues par la liste dans chaque département.

## Listes et candidats

### Têtes de liste départementales au premier tour
| Listes | Listes                                  | Paris                   | Seine-et-Marne             | Yvelines                 | Essonne                     | Hauts-de-Seine               | Seine-Saint-Denis             | Val-de-Marne                   | Val-d'Oise                |
| ------ | --------------------------------------- | ----------------------- | -------------------------- | ------------------------ | --------------------------- | ---------------------------- | ----------------------------- | ------------------------------ | ------------------------- |
|        | Le Choix de la sécurité                 | Philippe Ballard (RN)   | Aymeric Durox (RN)         | Laurent Morin (RN)       | Audrey Guibert (RN)         | Wallerand de Saint-Just (RN) | Jordan Bardella (RN)          | Gaëtan Dussausaye (RN)         | Jean-Baptiste Marly (RN)  |
|        | Agir pour ne plus subir                 | Jean Préau (UDMF)       | Nagib Azergui (UDMF)       | Aicha Ihia (UDMF)        | Éric Berlingen (UDMF)       | Oussama Adref (UDMF)         | Zouhairr Ech Chetouani (UDMF) | Zaki Amani (DVG)               | Elhame Aît-Serhane (UDMF) |
|        | L'écologie évidemment !                 | Julien Bayou (EELV)     | Jacques Huleux (EELV)      | Ghislaine Senée (EELV)   | Hella Kribi-Romdhane (G.s)  | Roberto Romero (G.s)         | Kader Chibane (EELV)          | Annie Lahmer (EELV)            | Carine Pelegrin (GE)      |
|        | Île-de-France en commun                 | Audrey Pulvar (DVG)     | Paul Miguel (PS)           | Dieynaba Diop (PS)       | Jérôme Guedj (PS)           | Nadège Azzaz (PS)            | Aïssata Seck (G.s diss.)      | Hélène de Comarmond (PS)       | Rachid Temal (PS)         |
|        | Oser l'écologie                         | Victor Pailhac (REV)    | Véronique Roudévitch (ANM) | Sandro Rato (REV)        | Mélanie Lesueur (REV)       | Cathy Thomas (REV)           | Aloïs Lang-Rousseau (MHAN)    | Laura Morosini (REV)           | Simon Pailhac (REV)       |
|        | Île-de-France rassemblée                | Frédéric Péchenard (LR) | Valérie Lacroute (LR)      | Valérie Pécresse (SL)    | Robin Reda (LR-SL)          | Philippe Juvin (LR)          | Bruno Beschizza (LR)          | Marie-Carole Ciuntu (SL)       | Florence Portelli (SL)    |
|        | Île-de-France, Île d'Europe             | Fabiola Conti (Volt)    | Amina Bacar (DVG)          | Elvire Seka (DIV)        | Yasmina Sidi-Aissa (DIV)    | Thierry Duhil de Bénazé (NC) | Nora Cherdoud (DIV)           | Pierre-Louis Lauzet (PACE)     | Adhal Bara (ANLD)         |
|        | France démocratie directe               | Lionel Brot (FDD)       | Yannick Maillot (DIV)      | Marc de Fouquières (DIV) | Martin Loizillon (DIV)      | Laurent Rodriguez (DIV)      | André Reinald (DIV)           | Luca de Paris (Decidemos)      | Katia Bruneau (DIV)       |
|        | Envie d'Île-de-France                   | Marlène Schiappa (LREM) | Louis Vogel (Agir)         | Jean-Noël Barrot (MoDem) | Amélie de Montchalin (LREM) | Aurélie Taquillain (LREM)    | Prisca Thévenot (LREM)        | Laurent Saint-Martin (LREM)    | Nathalie Élimas (MoDem)   |
|        | Faire entendre le camp des travailleurs | Abdellah Aksas (LO)     | Anne de la Torre (LO)      | Jean-Pierre Mercier (LO) | Jean Camonin (LO)           | Agathe Martin (LO)           | Aurélie Jochaud (LO)          | Josefa Torres (LO)             | Dominique Mariette (LO)   |
|        | Pouvoir vivre en Île-de-France          | Sophia Chikirou (LFI)   | Julie Garnier (LFI)        | Nelly Dutu (PCF)         | Annie Dailly (PCF)          | Aïssa Terchi (LFI)           | Christophe Prudhomme (DVG)    | Fabien Guillaud-Bataille (PCF) | Paul Vannier (LFI)        |

### Têtes de liste départementales au second tour
| Listes | Listes                             | Paris                   | Seine-et-Marne         | Yvelines                 | Essonne                     | Hauts-de-Seine               | Seine-Saint-Denis          | Val-de-Marne                   | Val-d'Oise               |
| ------ | ---------------------------------- | ----------------------- | ---------------------- | ------------------------ | --------------------------- | ---------------------------- | -------------------------- | ------------------------------ | ------------------------ |
|        | Le Choix de la sécurité            | Philippe Ballard (RN)   | Aymeric Durox (RN)     | Laurent Morin (RN)       | Audrey Guibert (RN)         | Wallerand de Saint-Just (RN) | Jordan Bardella (RN)       | Gaëtan Dussausaye (RN)         | Jean-Baptiste Marly (RN) |
|        | Écologie, solidarité, évidemment ! | Julien Bayou (EELV)     | Stéphanie Le Meur (PS) | Ghislaine Senée (EELV)   | Hella Kribi-Romdhane (G·s)  | Roberto Romero (G·s)         | Clémentine Autain (LFI-E!) | Fabien Guillaud-Bataille (PCF) | Rachid Temal (PS)        |
|        | Île-de-France rassemblée           | Frédéric Péchenard (LR) | Valérie Lacroute (LR)  | Valérie Pécresse (SL)    | Robin Reda (LR-SL)          | Philippe Juvin (LR)          | Bruno Beschizza (LR)       | Marie-Carole Ciuntu (SL)       | Florence Portelli (SL)   |
|        | Envie d'Île-de-France              | Marlène Schiappa (LREM) | Louis Vogel (Agir)     | Jean-Noël Barrot (MoDem) | Amélie de Montchalin (LREM) | Aurélie Taquillain (LREM)    | Prisca Thévenot (LREM)     | Laurent Saint-Martin (LREM)    | Nathalie Élimas (MoDem)  |

N.B. : Les têtes de liste régionales apparaissent en caractères gras.

### Listes

#### Lutte ouvrière
Nathalie Arthaud, ancienne candidate aux élections présidentielles de 2012 et 2017 pour Lutte ouvrière, est tête de liste dans la région.

#### La France insoumise et Parti communiste français
Le 11 octobre 2020 l'Assemblée régionale interne de La France insoumise en Île-de-France lance un Appel pour une fédération populaire en Île-de-France. Cette « fédération populaire » correspond à l'appel de Jean-Luc Mélenchon à la suite des élections européennes de 2019, marquées par la défaite de LFI,,. Clémentine Autain est désignée cheffe de file, en tandem avec Paul Vannier, le 30 novembre 2020. Elle obtient également le soutien du Parti communiste français (PCF) le 30 janvier 2021, à la suite du vote des adhérents communistes franciliens qui se prononcent lors d'un vote interne à 58,37 % pour une liste de rassemblement dirigée par Clémentine Autain. Céline Malaisé, présidente du groupe Front de gauche sortant au conseil régional, est désignée cheffe de file PCF. L'urgentiste et syndicaliste CGT Christophe Prudhomme est désigné tête de liste en Seine-Saint-Denis. Le Parti animaliste et la Gauche démocratique et sociale rejoignent également la démarche. Michel Jallamion, conseiller régional sortant pour République et socialisme, est candidat à Paris.

#### Parti socialiste
Dans une tribune du 25 septembre 2020, l'adjointe à la maire de Paris, Audrey Pulvar, membre du groupe du Parti socialiste (PS) au Conseil de Paris, déclare avoir pour intention de rassembler la gauche. Cette démarche, soutenue par la maire socialiste Anne Hidalgo et nommée Île-de-France en commun, est immédiatement considérée comme une démarche socialiste concurrente de celle des Verts,. Le 26 janvier 2021, l'ex-journaliste officialise sa candidature de tête de liste du PS.

#### Europe Écologie Les Verts
Julien Bayou, secrétaire national d'Europe Écologie Les Verts (EELV) annonce en août 2020 être candidat à la présidence de région. Il est soutenu par le Pôle écologiste, comportant outre EELV, Génération.s, Génération écologie, Cap écologie et le Mouvement des progressistes. En mai 2021, Nouvelle Donne rejoint l'alliance.
Le 16 mars 2021, Julien Bayou annonce être « prê[t] à discuter » avec les deux autres têtes de liste de gauche pour s’allier au premier tour face à Valérie Pécresse. Clémentine Autain y répond favorablement tandis qu’Audrey Pulvar décline. Les discussions n’iront pas plus loin.
Julien Bayou se positionne notamment contre le projet de gare sur les terres agricoles de Gonesse et en faveur de la préservation de l'Île Seguin,.

#### Révolution écologique pour le vivant (REV)
Parti écologiste et antispéciste fondé par Aymeric Caron, Révolution écologique pour le vivant, présente une liste. Elle est conduite par Victor Pailhac, âgé de 19 ans, ancien candidat aux élections municipales à Conflans-Sainte-Honorine,.

#### Union des démocrates musulmans français
L’Union des démocrates musulmans français (UDMF) présente les listes « Agir pour ne plus subir ». Sa tête de liste régionale est Éric Berlingen, tandis que son président-fondateur, Nagib Azergui, est tête de liste en Seine-et-Marne.

#### Majorité présidentielle (LREM-MoDem-Agir-TdP)
Jean-Michel Blanquer est dans un premier temps le principal candidat pressenti pour la République en marche (LREM). Il aurait été proposé aux élus macronistes de la région de coordonner le programme en vue de cette élection. Sa candidature est toutefois abandonnée. Agnès Pannier-Runacher a également rendu public son intérêt pour le scrutin. Jean-Noël Barrot, député des Yvelines et secrétaire général du Mouvement démocrate (MoDem), fait également savoir son intérêt pour cette élection, y compris pour potentiellement être la tête de liste d'une liste de rassemblement avec les autres membres de la majorité présidentielle.
Le député du Val-de-Marne Laurent Saint-Martin est finalement désigné chef de file pour LREM. Il officialise sa candidature le 21 février 2021 à la tête d'une liste d'alliance entre LREM, le MoDem, Agir et TdP.
Début mars 2021, sept des treize élus MoDem, dont Yann Wehrling, annoncent ne pas soutenir la candidature de Laurent Saint-Martin contrairement à cinq autres élus, dont la secrétaire d'État Nathalie Élimas et le député Bruno Millienne.
Le 26 avril, Le Figaro révèle qu'après le refus d'Agnès Pannier-Runacher, c'est Marlène Schiappa qui sera la tête de liste de la majorité présidentielle à Paris pour le compte de Laurent Saint-Martin. La ministre déléguée à la Citoyenneté souhaite faire campagne notamment sur les sujets de sécurité et de laïcité.

#### Volt Europa - Nous Citoyens - Parti des citoyens européens - À nous la démocratie!
La liste « Île-de-France, Île d'Europe » regroupe plusieurs petites formations europhiles : Volt Europa, Nous Citoyens, Parti des citoyens européens et À nous la démocratie !. Leur tête de liste est Fabiola Conti, membre de Volt Europa.

#### Soyons libres - Les Républicains - UDI - MoDem dissidents
Valérie Pécresse, présidente sortante du conseil régional d'Île-de-France et cheffe du parti Soyons libres, est candidate à sa réélection pour un second mandat. Sa candidature est officialisée le 28 avril. Elle est soutenue par Les Républicains,.
Sept des treize élus du Mouvement démocrate (MoDem), dont l'ambassadeur Yann Wehrling, annoncent soutenir sa candidature, à l'encontre des consignes nationales.

#### Rassemblement national
Pressenti pour conduire les listes du Rassemblement national, le député européen Jordan Bardella officialise sa candidature en mars 2021. Philippe Ballard, présentateur sur LCI, est désigné tête de liste à Paris.

#### France démocratie directe
La liste France démocratie directe regroupe des candidats Gilets jaunes ou membres du collectif conspirationniste,, RéinfoCovid. S'établissant sur le même modèle que les listes « Union essentielle » en région Bretagne ou « Un nôtre monde » en Pays de la Loire et en Provence-Alpes-Côte d'Azur, France démocratie directe promeut notamment l'introduction de référendums d'initiative citoyenne (RIC).

### Listes non déposées

#### Debout La France(DLF)
Au début du mois de mars 2021, Alexis Villepelet, délégué national au projet et porte-parole de DLF, est annoncé tête de liste.
Le 21 avril 2021, la liste « La Révolution du bon sens » est annoncée. Nicolas Dupont-Aignan, président de DLF, écarte à cette occasion toutes possibilités d'alliances en Île-de-France. Alexis Villepelet annonce en même temps avoir comme objectif de constituer un « groupe de pression d'élus qui représentent la population de la région Île-de-France » qui soit « indépendant des querelles politiciennes ». La tête de liste axe notamment sa campagne sur la réduction de l'insécurité dans les transports, en garantissant la présence de deux membres des forces de l'ordre dans chaque TER, RER, Tramway et métro. La liste n'est finalement pas déposée, DLF invoquant un manque de moyens financiers.

## Sondages

### Premier tour
| Sondeur         | Date                  | Panel | LO      | LFI-PCF | PS     | EÉLV  | REV     | UDMF      | Volt  | LREM-MoDem   | SL-LR    | RN       | DIV  |
| Sondeur         | Date                  | Panel | Arthaud | Autain  | Pulvar | Bayou | Pailhac | Berlingen | Conti | Saint-Martin | Pécresse | Bardella | Brot |
| --------------- | --------------------- | ----- | ------- | ------- | ------ | ----- | ------- | --------- | ----- | ------------ | -------- | -------- | ---- |
| Sondeur         | Date                  | Panel |         |         |        |       |         |           |       |              |          |          |      |
| OpinionWay      | 13 au 14 juin 2021    | 1 092 | 1       | 10      | 10     | 13    | <1      | <1        | <1    | 15           | 34       | 17       | <1   |
| Ifop            | 7 au 11 juin 2021     | 982   | 2       | 11      | 11     | 10    | 1       | 0         | 1     | 13           | 34       | 17       | 0    |
| Ipsos           | 3 au 7 juin 2021      | 1 001 | 2       | 10      | 10     | 12    | 1       | 0,5       | 1     | 11           | 34       | 18       | 0,5  |
| OpinionWay      | 3 au 6 juin 2021      | 1 046 | 1       | 11      | 10     | 12    | <1      | <1        | <1    | 16           | 33       | 17       | <1   |
| BVA             | 31 mai au 6 juin 2021 | 1 241 | 1,5     | 8       | 10     | 12    | 1       | <0,5      | 0,5   | 15           | 33       | 19       | <0,5 |
| Elabe           | 28 au 31 mai 2021     | 1 144 | 1       | 9       | 12     | 10    | <1      | 1         | 1     | 15           | 35       | 16       | <1   |
| OpinionWay      | 27 au 30 mai 2021     | 1 155 | <1      | 10      | 9      | 12    | <1      | <1        | <1    | 16           | 34       | 19       | <1   |
| Ipsos (pour SL) | 24 au 26 mai 2021     | 939   | 2       | 11      | 10     | 12    | 1       | 1         | 1     | 12           | 33       | 17       | <0,5 |

En gras sur fond coloré, la liste arrivée en tête ; en gras, les listes pouvant se qualifier pour le second tour.

### Second tour

#### Listes déposées
| Sondeur    | Date               | Panel | Aucun | EÉLV-PS- LFI-PCF | LREM-MoDem   | SL-LR    | RN       |
| Sondeur    | Date               | Panel |       | Bayou            | Saint-Martin | Pécresse | Bardella |
| ---------- | ------------------ | ----- | ----- | ---------------- | ------------ | -------- | -------- |
| Sondeur    | Date               | Panel |       |                  |              |          |          |
| Ifop       | 22 au 24 juin 2021 | 939   | —     | 31               | 12           | 44       | 13       |
| OpinionWay | 22 au 23 juin 2021 | 1 056 | 26    | 31               | 13           | 43       | 13       |

#### Autres hypothèses
| Sondeur                        | Date                    | Panel | LFI-PCF-EÉLV-PS | LFI-PCF-EÉLV-PS | LFI-PCF-EÉLV-PS | LREM-MoDem | LREM-MoDem   | SL-LR    | RN       |
| Sondeur                        | Date                    | Panel | Autain          | Bayou           | Pulvar          | Blanquer   | Saint-Martin | Pécresse | Bardella |
| ------------------------------ | ----------------------- | ----- | --------------- | --------------- | --------------- | ---------- | ------------ | -------- | -------- |
| Sondeur                        | Date                    | Panel |                 |                 |                 |            |              |          |          |
| OpinionWay                     | 13 au 14 juin 2021      | 1 092 | —               | 27              | —               | —          | 17           | 39       | 17       |
| Ifop                           | 7 au 11 juin 2021       | 982   | —               | —               | 29              | —          | 15           | 37       | 19       |
| Ifop                           | 7 au 11 juin 2021       | 982   | —               | 27              | —               | —          | 15           | 38       | 20       |
| Ifop                           | 7 au 11 juin 2021       | 982   | 27              | —               | —               | —          | 15           | 38       | 20       |
| Ipsos                          | 3 au 7 juin 2021        | 1 001 | —               | 30              | —               | —          | 14           | 37       | 19       |
| Ipsos                          | 3 au 7 juin 2021        | 1 001 | —               | —               | 31              | —          | 13           | 37       | 19       |
| Ipsos                          | 3 au 7 juin 2021        | 1 001 | 30              | —               | —               | —          | 15           | 36       | 19       |
| Ipsos                          | 3 au 7 juin 2021        | 1 001 | —               | 33              | —               | —          | —            | 48       | 19       |
| Ipsos                          | 3 au 7 juin 2021        | 1 001 | —               | —               | 34              | —          | —            | 46       | 20       |
| Ipsos                          | 3 au 7 juin 2021        | 1 001 | 33              | —               | —               | —          | —            | 47       | 20       |
| OpinionWay                     | 3 au 6 juin 2021        | 1 046 | —               | 28              | —               | —          | 18           | 38       | 16       |
| BVA                            | 31 mai au 6 juin 2021   | 1 241 | —               | 25              | —               | —          | 17           | 38       | 20       |
| Elabe                          | 28 au 31 mai 2021       | 1 144 | —               | —               | 29              | —          | 18           | 37       | 16       |
| Elabe                          | 28 au 31 mai 2021       | 1 144 | —               | 26              | —               | —          | 19           | 39       | 16       |
| Elabe                          | 28 au 31 mai 2021       | 1 144 | 26              | —               | —               | —          | 20           | 38       | 16       |
| OpinionWay                     | 27 au 30 mai 2021       | 1 155 | —               | 23              | —               | —          | 20           | 37       | 20       |
| Ipsos (pour SL)                | 24 au 26 mai 2021       | 939   | —               | 31              | —               | —          | 15           | 36       | 18       |
| Ipsos (pour SL)                | 24 au 26 mai 2021       | 939   | —               | 34              | —               | —          | —            | 47       | 19       |
| Ipsos                          | 26 au 27 avril 2021     | 1 000 | —               | —               | 30              | —          | 14           | 36       | 20       |
| Ipsos                          | 26 au 27 avril 2021     | 1 000 | —               | 29              | —               | —          | 15           | 35       | 21       |
| Ipsos                          | 26 au 27 avril 2021     | 1 000 | 29              | —               | —               | —          | 15           | 35       | 21       |
| Ipsos                          | 26 au 27 avril 2021     | 1 000 | —               | —               | 34              | —          | —            | 45       | 21       |
| Ipsos                          | 26 au 27 avril 2021     | 1 000 | —               | 34              | —               | —          | —            | 45       | 21       |
| Ipsos                          | 26 au 27 avril 2021     | 1 000 | 33              | —               | —               | —          | —            | 46       | 21       |
| Ipsos                          | 5 au 7 avril 2021       | 1 000 | —               | —               | 32              | —          | 13           | 36       | 19       |
| Harris Interactive (pour EÉLV) | 30 mars au 6 avril 2021 | 999   | 32              | —               | —               | —          | 19           | 32       | 17       |
| Harris Interactive (pour EÉLV) | 30 mars au 6 avril 2021 | 999   | —               | 33              | —               | —          | 20           | 32       | 15       |
| Harris Interactive (pour EÉLV) | 30 mars au 6 avril 2021 | 999   | —               | —               | 32              | —          | 20           | 33       | 15       |
| BVA                            | 18 au 25 mars 2021      | 1 231 | —               | —               | 28              | —          | 16           | 37       | 19       |
| Ifop (pour SL)                 | 23 au 26 février 2021   | 1 001 | —               | —               | 34              | —          | —            | 47       | 19       |
| Ifop (pour SL)                 | 23 au 26 février 2021   | 1 001 | —               | —               | 31              | —          | 15           | 37       | 17       |
| Ifop (pour le PS)              | 14 au 19 octobre 2020   | 1 101 | —               | —               | 33              | 16         | —            | 37       | 14       |
| Ipsos (pour SL)                | 9 au 12 octobre 2020    | 1 000 | —               | —               | 28              | 16         | —            | 37       | 19       |

## Résultats
|                          |                          |                          |              |              |             |               |        |               |  |  |  |  |  |  |
| Tête de liste            | Tête de liste            | Liste                    | Premier tour | Premier tour | Second tour | Second tour   | Sièges | +/-           |  |  |  |  |  |  |
| Tête de liste            | Tête de liste            | Liste                    | Voix         | %            | Voix        | %             | Sièges | +/-           |  |  |  |  |  |  |
|                          | Valérie Pécresse         | SL-LR-UDI-MR-MoDem diss. | 785 576      | 36,19        | 1 076 821   | 45,92         | 125    | 4             |  |  |  |  |  |  |
|                          | Julien Bayou             | EELV-G.s-GE-CE-MdP-ND    | 282 502      | 13,01        | 789 666     | 33,67         | 53     | 13            |  |  |  |  |  |  |
|                          | Audrey Pulvar            | PS-PRG-PP-ES-AE-GRS-MRC  | 240 839      | 11,10        | 789 666     | 33,67         | 53     | 13            |  |  |  |  |  |  |
|                          | Clémentine Autain        | LFI-PCF-PA-GDS-PG-R&S    | 222 456      | 10,25        | 789 666     | 33,67         | 53     | 13            |  |  |  |  |  |  |
|                          | Jordan Bardella          | RN-LDP-PL                | 285 115      | 13,14        | 253 001     | 10,79         | 16     | 6             |  |  |  |  |  |  |
|                          | Laurent Saint-Martin     | LREM-Agir-MoDem-TdP-PE   | 256 402      | 11,81        | 225 482     | 9,62          | 15     | 15            |  |  |  |  |  |  |
|                          | Victor Pailhac           | REV-MHAN-MCPA            | 38 831       | 1,79         |             |               | 0      | Nv.           |  |  |  |  |  |  |
|                          | Nathalie Arthaud         | LO                       | 31 956       | 1,47         | 0           | en stagnation |        |               |  |  |  |  |  |  |
|                          | Éric Berlingen           | UDMF                     | 12 732       | 0,59         | 0           | en stagnation |        |               |  |  |  |  |  |  |
|                          | Lionel Brot              | DIV                      | 11 582       | 0,49         | 0           | Nv.           |        |               |  |  |  |  |  |  |
|                          | Fabiola Conti            | Volt-NC-PACE-ANLD        | 3 629        | 0,17         | 0           | en stagnation |        |               |  |  |  |  |  |  |
|                          |                          |                          |              |              |             |               |        |               |  |  |  |  |  |  |
| Suffrages exprimés       | Suffrages exprimés       | Suffrages exprimés       | 2 175 649    | 97,47        | 2 344 970   | 97,37         |        |               |  |  |  |  |  |  |
| Votes blancs             | Votes blancs             | Votes blancs             | 36 807       | 1,65         | 42 231      | 1,75          |        |               |  |  |  |  |  |  |
| Votes nuls               | Votes nuls               | Votes nuls               | 19 685       | 0,88         | 21 144      | 0,88          |        |               |  |  |  |  |  |  |
| Total                    | Total                    | Total                    | 2 232 141    | 100          | 2 408 345   | 100           | 209    | en stagnation |  |  |  |  |  |  |
| Abstentions              | Abstentions              | Abstentions              | 5 008 807    | 69,17        | 4 833 300   | 66,74         |        |               |  |  |  |  |  |  |
| Inscrits / Participation | Inscrits / Participation | Inscrits / Participation | 7 241 589    | 30,83        | 7 241 645   | 33,26         |        |               |  |  |  |  |  |  |

## Analyse et conséquences
Valérie Pécresse est élue présidente du conseil régional lors de la séance inaugurale, le 2 juillet 2021, avec 125 voix.

### Composition du nouveau conseil régional

Composition du conseil régional lors de la séance inaugurale le 2 juillet 2021

| Présidente du conseil régional d'Île-de-France |       |       |      |                                                                             |
| Valérie Pécresse (SL)                          |       |       |      |                                                                             |
| Parti                                          | Sigle | Sigle | Élus | Groupe                                                                      |
| Majorité (125 sièges)                          |       |       |      |                                                                             |
| Les Républicains                               |       | LR    | 59   | Île-de-France rassemblée                                                    |
| Divers droite                                  |       | DVD   | 14   | Île-de-France rassemblée                                                    |
| Soyons libres                                  |       | SL    | 11   | Île-de-France rassemblée                                                    |
| Mouvement démocrate                            |       | MoDem | 8    | Île-de-France rassemblée                                                    |
| La France audacieuse                           |       | LFA   | 2    | Île-de-France rassemblée                                                    |
| Mouvement radical                              |       | MR    | 2    | Île-de-France rassemblée                                                    |
| Agir                                           |       | Agir  | 2    | Île-de-France rassemblée                                                    |
| Les Centristes                                 |       | LC    | 1    | Île-de-France rassemblée                                                    |
| Union des démocrates et des écologistes        |       | UDE   | 1    | Île-de-France rassemblée                                                    |
| Mouvement écologiste indépendant               |       | MEI   | 1    | Île-de-France rassemblée                                                    |
| La France Vraiment                             |       | LFV   | 1    | Île-de-France rassemblée                                                    |
| Union des démocrates et indépendants           |       | UDI   | 23   | Union des démocrates et indépendants                                        |
| Opposition (84 sièges)                         |       |       |      |                                                                             |
| Europe Écologie Les Verts                      |       | EÉLV  | 11   | Pôle écologiste                                                             |
| Génération.s                                   |       | G·s   | 5    | Pôle écologiste                                                             |
| Cap écologie                                   |       | CÉ    | 1    | Pôle écologiste                                                             |
| Génération écologie                            |       | GÉ    | 1    | Pôle écologiste                                                             |
| Parti socialiste                               |       | PS    | 15   | Île-de-France en commun – groupe socialiste, radical, écologiste et citoyen |
| Parti radical de gauche                        |       | PRG   | 1    | Île-de-France en commun – groupe socialiste, radical, écologiste et citoyen |
| Divers gauche                                  |       | DVG   | 1    | Île-de-France en commun – groupe socialiste, radical, écologiste et citoyen |
| Les Écolos solidaires                          |       | LES   | 1    | Île-de-France en commun – groupe socialiste, radical, écologiste et citoyen |
| Rassemblement national                         |       | RN    | 15   | RN Île-de-France                                                            |
| L'Avenir français                              |       | LAF   | 1    | RN Île-de-France                                                            |
| La République en marche                        |       | LREM  | 9    | Majorité présidentielle                                                     |
| Mouvement démocrate                            |       | MoDem | 4    | Majorité présidentielle                                                     |
| Territoires de progrès                         |       | TdP   | 1    | Majorité présidentielle                                                     |
| Agir                                           |       | Agir  | 1    | Majorité présidentielle                                                     |
| La France insoumise                            |       | LFI   | 9    | La France insoumise et apparentés                                           |
| Parti animaliste                               |       | PA    | 1    | La France insoumise et apparentés                                           |
| Parti communiste français                      |       | PCF   | 7    | Gauche communiste écologiste citoyenne                                      |

## Suites
Afin d'éviter une trop grande proximité avec les deux tours de l'élection présidentielle et des législatives d'avril et juin 2027, le mandat des conseillers élus en 2021 est exceptionnellement prolongé à six ans et neuf mois. Les prochaines élections auront par conséquent lieu en 2028 au lieu de 2027.